# اختبار الترانزستور

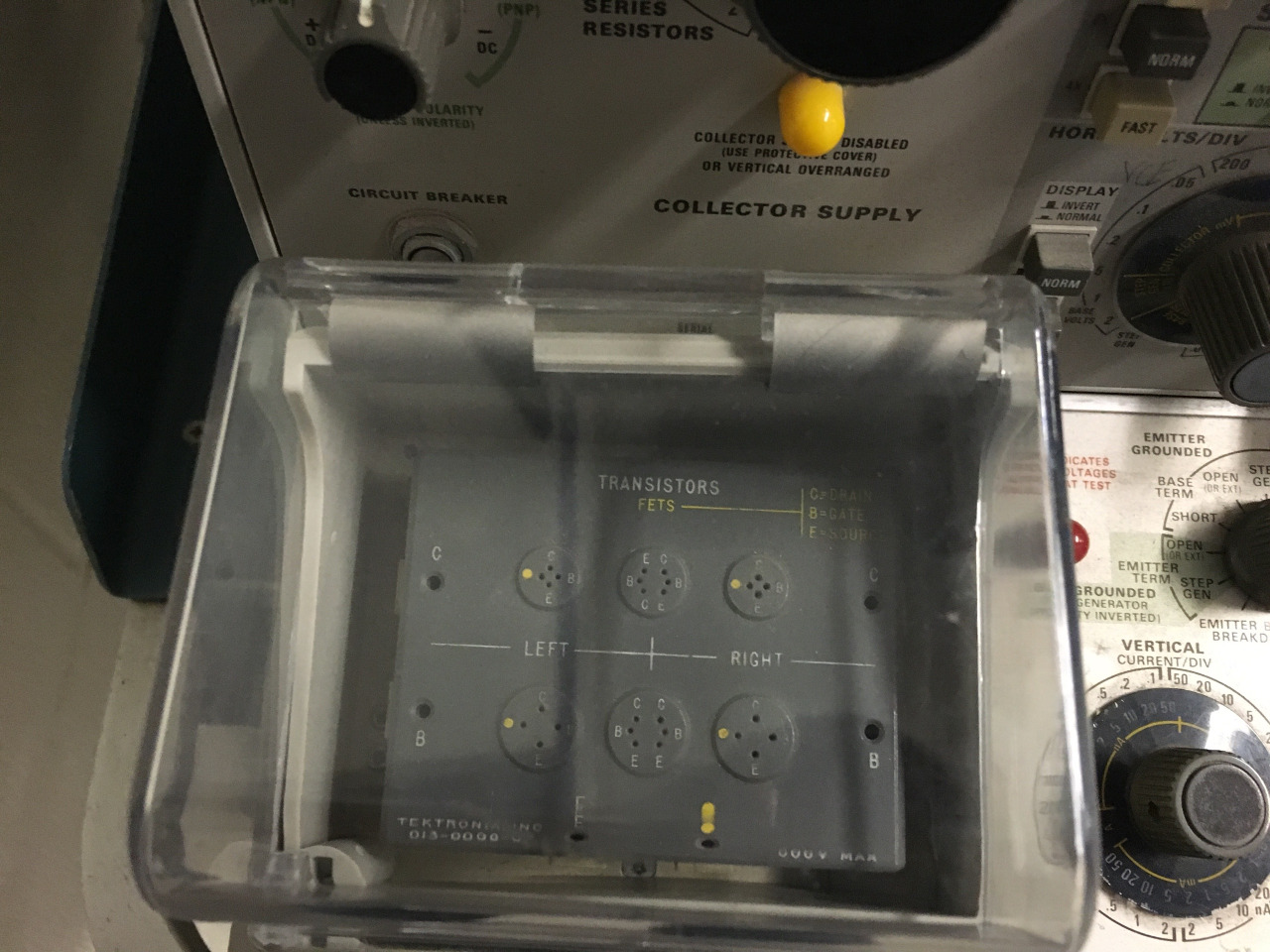
جهاز اختبار الترانزستورات على جهاز تتبع المنحنيات جهاز اختبار الترانزستورات على جهاز تتبع المنحنيات تيكترونيكس

اختبار الترانزستور (بالإنجليزية: Transistor tester)‏ هي أدوات لاختبار السلوك الكهربائي للترانزستورات والثنائيات ذات الحالة الصلبة.

## أنواع أجهزة الاختبار
هناك ثلاثة أنواع من أجهزة اختبار الترانزستورات، كل منها يؤدي عملية فريدة:
- جهاز فحص سريع في الدائرة.
- جهاز اختبار من نوع الخدمة.
- جهاز اختبار بمعايير المختبر.

```
بالإضافة إلى ذلك، تعتبر أجهزة تتبع المنحنيات مؤشرات موثوقة لأداء الترانزستورات. 
```

### جهاز اختبار الدائرة
يستخدم جهاز اختبار الدائرة للتحقق مما إذا كان الترانزستور الذي كان يعمل بشكل صحيح في الدائرة لا يزال قيد التشغيل. تعتبر قدرة الترانزستور على التكبير مؤشراً تقريبياً لأدائه. يشير هذا النوع من أجهزة الاختبار إلى الفني ما إذا كان الترانزستور معطلاً أو لا يزال يعمل. ميزة هذا الجهاز هي أنه لا يتعين إزالة الترانزستور من الدائرة.

### أجهزة اختبار الترانزستورات من نوع الخدمة
تؤدي هذه الأجهزة عادةً ثلاثة أنواع من الفحوصات:
- معدل التيار الأمامي، أو بيتا الترانزستور.
- تيار تسرب القاعدة إلى المجمع مع فتح الباعث.
- دوائر قصيرة من المجمع إلى الباعث والقاعدة.

تتضمن بعض أجهزة الاختبار من نوع الخدمة ميزة "اجتياز/عدم اجتياز"، تشير إلى النجاح عندما يتم تجاوز قيمة معينة من hfe. هذه الأجهزة مفيدة، ولكنها تفشل في اختبار بعض الترانزستورات ذات الأداء الوظيفي المنخفض.
كما توفر بعض الأجهزة وسيلة لتحديد عناصر الترانزستور، إذا كانت غير معروفة. تحتوي هذه الأجهزة على جميع هذه الميزات ويمكنها فحص الأجهزة الحالة الصلبة داخل وخارج الدائرة.
يتغير hfe للترانزستور بشكل واسع مع استشهاد عام فقط، لذا فإن القياسات باستخدام جهاز اختبار الخدمة تعطي قراءات قد تختلف كثيرًا عن hfe في التطبيق الواقعي للترانزستور. لذلك، تعتبر هذه الأجهزة مفيدة، ولكن لا يمكن اعتبارها دقيقة في إعطاء قيم hfe في الحياة الواقعية.

### جهاز اختبار الترانزستورات بمعايير المختبر
يستخدم هذا النوع من أجهزة الاختبار لقياس معلمات الترانزستور ديناميكياً تحت ظروف تشغيل مختلفة. القراءات التي تعطيها هذه الأجهزة دقيقة. من بين الخصائص المهمة التي يتم قياسها:
- Icbo تيار المجمع مع فتح الباعث (القاعدة الشائعة)
- ac beta (الباعث الشائع)
- Rin (مقاومة الإدخال)

تحتوي أجهزة اختبار الترانزستورات على الضوابط والمفاتيح اللازمة لإجراء الإعدادات الصحيحة للجهد والتيار والإشارة. يوجد مقياس مع مقياس "جيد" و"سيء" معاير في الأمام. بالإضافة إلى ذلك، تم تصميم هذه الأجهزة للتحقق من الديودات الحالة الصلبة. هناك أيضًا أجهزة لاختبار الترانزستورات العالية والمقومين.